# John Paul Jones (musicista)
John Baldwin, meglio noto come John Paul Jones (Sidcup, 3 gennaio 1946), è un polistrumentista e compositore britannico.
Particolarmente noto per la militanza nei Led Zeppelin nel doppio ruolo di bassista e tastierista, è un musicista molto rispettato nella scena musicale mondiale per le sue indubbie qualità ed è stato fin dalla giovinezza un ricercatissimo turnista e arrangiatore. Considerato uno dei migliori bassisti di tutti i tempi, si è classificato sesto nella "Top Ten Bassists of All Time" stilata dalla rivista Rolling Stone.

## Biografia

### Primi anni
John Baldwin nacque a Sidcup, Kent, ora facente parte della Grande Londra; il nome John Paul Jones gli fu suggerito da un amico dopo la visione dell'omonimo film.
Jones incominciò a suonare il pianoforte all'età di sei anni, prendendo lezioni da suo padre Joe, noto pianista degli anni quaranta e cinquanta. Fin da questa età fu fortemente influenzato da artisti quali Big Bill Broonzy, Charles Mingus e Sergej Rachmaninov.
A causa dei continui impegni che costringevano i familiari a frequenti spostamenti, John fu mandato a studiare musica in collegio a Blackheath e all'età di 14 anni divenne organista in una chiesa locale; in questo periodo acquistò il primo basso, un modello Dallas solid body, rapidamente sostituito con un Fender Jazz Bass, usato fino al 1975.

### Carriera di session-man
A 15 anni entrò a far parte della sua prima band, The Deltas; dopo questa prima esperienza suonò nella band jazz-rock dei Jett Blacks, della quale faceva parte anche il chitarrista John McLaughlin. La sua fama incominciò quando conobbe Jet Harris e Tony Meehan, appena separatisi dai The Shadows nel 1962. Dopo aver suonato per i due in alcuni brani, intraprese la carriera di turnista dal 1962 al 1968 e nel 1964 fu messo sotto contratto dalla Decca Records, su consiglio di Tony Meehan; in questo periodo fu addirittura contattato dai Rolling Stones per l'arrangiamento degli archi nel brano She's a Rainbow, dell'album Their Satanic Majesties Request. Fra le altre collaborazioni spiccano quelle con Jeff Beck, Cat Stevens, Rod Stewart, Shirley Bassey, Lulu, Dusty Springfield, Tom Jones e Nico.

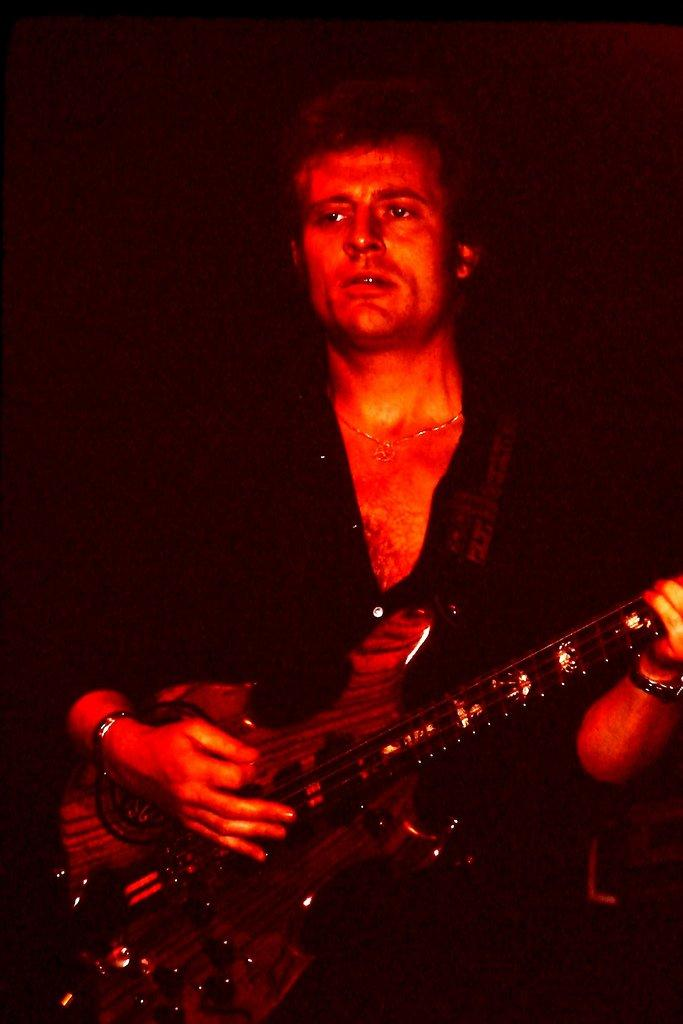
John Paul Jones, 1980

### Led Zeppelin
Jones conobbe Jimmy Page durante la registrazione dell'album di debutto di Jeff Beck, Truth. In seguito il chitarrista prese proprio il posto di Beck come chitarra solista negli Yardbirds, ma con il loro scioglimento nel 1968, Page volle riformare il gruppo con il nome di New Yardbirds.
 La prima formazione di questa band vedeva, oltre allo stesso Page, il cantante Terry Reid e il bassista Chris Dreja, ma questi ultimi si defilarono, lasciando il posto al giovane cantante Robert Plant ed al batterista John Bonham. Jones si propose per il ruolo di bassista della band e, riconosciute le sue indubbie qualità, fu accolto nella formazione di quelli che sarebbero divenuti i Led Zeppelin.

La runa scelta da John Paul Jones per il disco Led Zeppelin IV del 1971

Una sua famosa dichiarazione di come è entrato a far parte dei Led Zeppelin riporta: 
Durante il periodo d'oro della band del dirigibile, negli anni dei primi quattro album, Jones si mise in mostra soprattutto nel secondo album, dove compose alcuni dei suoi migliori giri di basso (What Is and What Should Never Be, The Lemon Song e Ramble On) e nel quarto, per il quale è accreditato della composizione del riff principale di Black Dog: in questo album emerge anche la figura di John Paul Jones mandolinista in brani come Going to California ma non nel brano The Battle of Evermore che fu composta da Page facendosi prestare il mandolino dallo stesso Jones. Nel resto della carriera con i Led Zeppelin invece mostrò le sue qualità di poliedrico musicista soprattutto in Houses of the Holy, che lo vide al synth oltre che al basso, mentre, a detta dello stesso Page, Jones fece mancare il suo apporto quando ce ne sarebbe stato maggiore bisogno, durante le difficili gestazioni degli ultimi due album.
Jones aveva un carattere molto diverso dai suoi compagni: non era solito darsi a smodati eccessi di droga o alcol, né amava stare troppo a contatto con il pubblico durante i concerti e diceva sempre che la sua posizione era quella vicino alla grancassa della batteria, ritenendo più importante dare il suo apporto alla base ritmica.

### Carriera successiva
Dopo lo scioglimento dei Led Zeppelin nel 1980, in seguito alla morte del batterista John Bonham, salvo qualche re-union (come quella del 1985 con Phil Collins oppure quella del 2007 con Jason Bonham, figlio di John), Jones continuò le collaborazioni con altri artisti, fra i quali si ricordano Robert Fripp, R.E.M., Heart, Ben E. King, Paul McCartney, Peter Gabriel, Foo Fighters, Cinderella, Diamanda Galás, La Fura dels Baus, The Butthole Surfers e Uncle Earl, The Mission e Brian Eno. Recentemente ha intrapreso la carriera solista e nel 1994 ha pubblicato l'album The Sporting Life, seguito nel 1999 dal buono Zooma e nel 2001 da The Thunderthief.

Il 7 giugno del 2008, con Jimmy Page, si è esibito con la rock band Foo Fighters suonando due pezzi dei Led Zeppelin (Rock'n' Roll e Ramble On) al Wembley Stadium.

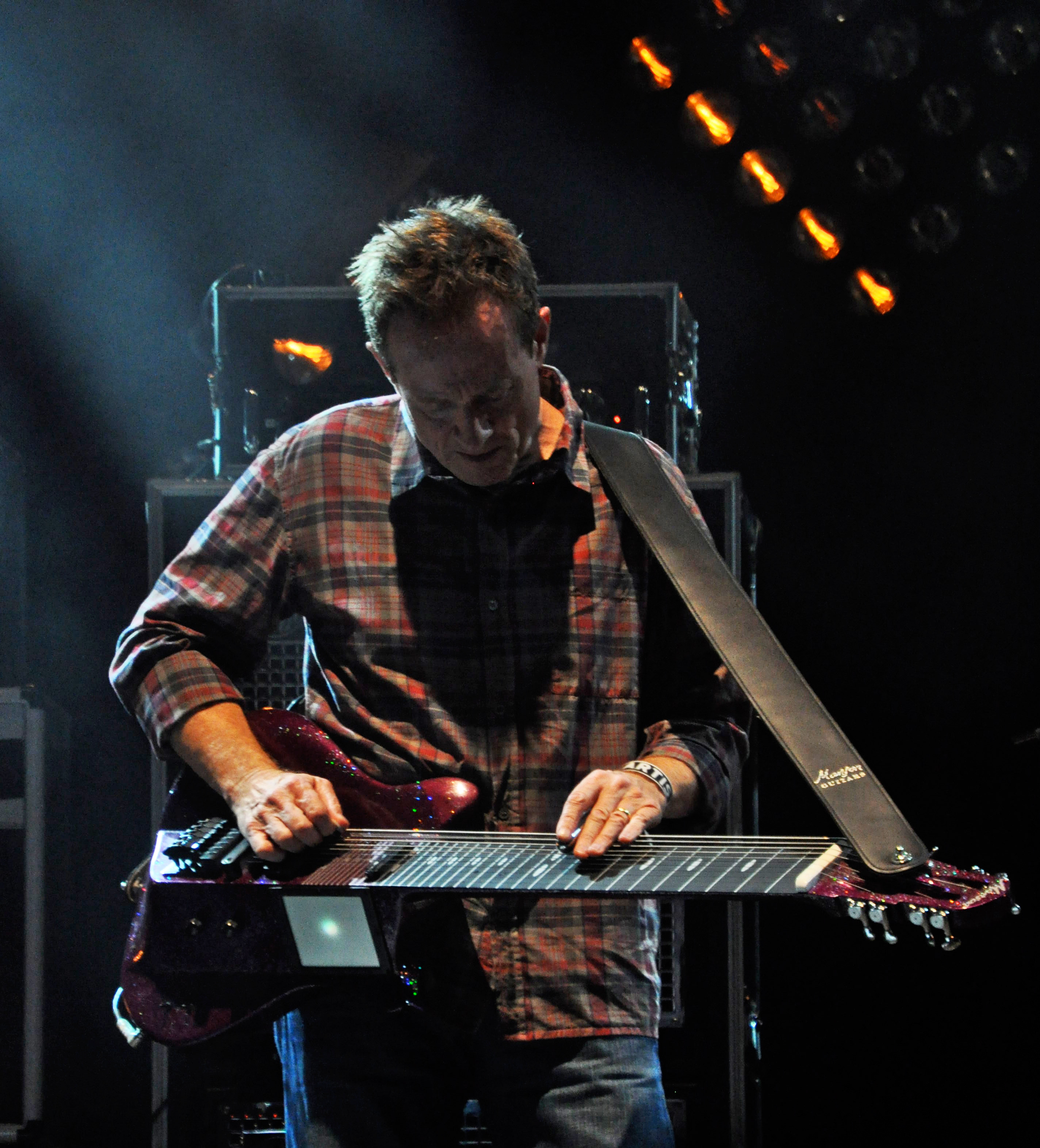
John Paul Jones con i Them Crooked Vultures nel 2009

### Seasick Steve
John Paul Jones collabora con Seasick Steve dal 2011, suonando con lui dal vivo, e nei suoi album studio, il basso. Per ora il contributo di Jones si può ascoltare negli album "You Can't Teach An Old Dog New Tricks" del 2011, e in "Hubcap Music" del 2013.

### Them Crooked Vultures
Il 17 novembre del 2009 è uscito l'album di debutto dei Them Crooked Vultures, supergruppo che vede Jones al basso e alle tastiere, Josh Homme alla chitarra e Dave Grohl alla batteria.
John Paul Jones ha rilasciato un'intervista al quotidiano Repubblica dove spiega le sue aspettative e quelle della band.

## Discografia
- 1985 - Music From the Film Scream for Help (Atlantic Records)
- 1994 - The Sporting Life (Mute Records) con Diamanda Galás
- 1999 - Zooma (Discipline Global Mobile)
- 2001 - The Thunderthief (Discipline Global Mobile)

## Vita privata
Sposato con Maureen, ha 3 figlie: Jacinda, Tamara e Kierra.